# Kako je Kotarjev Peter pokoro delal, ker je krompir kradel
Kako je Kotarjev Peter pokoro delal, ker je krompir kradel je povest Josipa Jurčiča. Delo je prvič izšlo v Koledarju družbe sv. Mohora za prestopno leto 1880 v letu 1879.

## Vsebina
Poleti 1878 so na slovenskem področju zbirali vojsko, ki bi se v Bosni borila proti Turkom. Kot vojak rezervist se je v Bosno odpravil tudi Kotarjev Peter. V Bosni so imeli vojaki hrane dovolj, a vedno le meso. Lakota je kmalu premagala njihov strah pred Turki. Peter je od prijatelja, nekega študenta, izvedel, da je v bližini njiva krompirja. Prvič je krompir prinesel študent, drugič naj bi šel na njivo krast Peter.  
Zgodaj zjutraj se je Peter podal na pot. Jutro je bilo megleno, puške ni vzel s seboj, da bi lažje ubežal Turkom. Kmalu je našel njivo in nabral krompir. Ko je opravil svoje, je ugotovil, da ne ve več, iz katere smeri je prišel. V megli je iskal pot, a je bil povsem izgubljen. Zaslišal je topot kopit in se skril v hlev v majhno bosensko hišo. Na njegovo nesrečo pa je jezdec - grozoviti in oboroženi Turek - svojega konja privezal prav v ta hlev in šel nato v zgornje nadstropje. 
Peter je želel pobegniti, a se je nerodoma zaprl v majhen prostor v hlevu, iz katerega se kljub vsemu trudu ni mogel rešiti. Prestrašen in v joku je zaspal. Zjutraj so ga zbudili glasovi, zaslišal je slovenski jezik. Zavpil je in vrata mu je odprlo kakih osem slovenskih vojakov. Izkazalo se je, da so ga kmalu po njegovem odhodu začeli iskati, saj je študent povedal, kam je šel. Petra so rešili. Ko se je vrnil domov, pa je bil poljske kraje ozdravljen, saj je pravil, da bi rajši od lakote umrl, kakor še enkrat krompir krast hodil.